# Rassemblement de l'espoir de l'Algérie
Pour les articles homonymes, voir TAJ.
 (février 2024).
Si vous disposez d'ouvrages ou d'articles de référence ou si vous connaissez des sites web de qualité traitant du thème abordé ici, merci de compléter l'article en donnant les références utiles à sa vérifiabilité et en les liant à la section « Notes et références ».
Le Rassemblement de l'espoir pour l'Algérie (en arabe : تجمع أمل الجزائر) ou TAJ (dérivé de l’acronyme arabe تاج) est un parti politique algérien, créé en 2012. Son slogan officiel est « Loyauté - Espoir - Construction ».

## Histoire
Le TAJ a été fondé en 2012, au lendemain des manifestations du Printemps arabe en Algérie.  
Il a été fondé par Amar Ghoul, un ancien membre du Mouvement de la société pour la paix, qui a quitté le parti la même année pour démarrer le sien. Selon la charte du parti, le parti TAJ a été fondé en réponse aux changements nationaux, régionaux et internationaux de la réalité politique et aux demandes populaires en Algérie de réforme politique. Il a depuis occupé plusieurs postes ministériels au sein du gouvernement algérien, comme le ministre des Transports et le ministre de la Planification nationale, du Tourisme et de l’Industrie artisanale. Il est connu pour avoir des liens étroits avec le gouvernement Bouteflika. Avant les manifestations algériennes de 2019-2020, il soutenait fermement un quatrième mandat pour le président en titre Abdelaziz Bouteflika, et était connu pour être un ami personnel du frère du président, Saïd Bouteflika. 
Le parti s’est présenté pour la première fois aux Élections législatives algériennes de 2017 et a obtenu 20 sièges à l’Assemblée nationale, soit 4,18% des voix.

## Idéologie
Dans sa charte, le parti TAJ se définit comme un grand parti nationaliste algérien, cherchant à unir en son sein dans toutes les parties de la société algérienne, qu’il s’agisse d'« islamistes, nationalistes ou démocrates ». Elle affirme qu’elle cherche à apporter une solution aux « vrais problèmes des citoyens », tout en créant une nouvelle atmosphère politique unificatrice et en passant des conflits idéologiques à des discussions politiques constructives. Le parti présente ses principes fondamentaux comme basés sur l'Islam, l’identité arabe, l’identité amazighe, la Proclamation du 1er novembre 1954,la Constitution, le patrimoine culturel du peuple algérien et les valeurs et expériences humaines.
Il définit ses valeurs comme celles de : l’homme, la famille, la société, l’État, la liberté, la justice, les droits de l’homme, la citoyenneté, la science, le travail, l’authenticité et la modernité, la modération, la participation constructive et la coexistence pacifique. Avec ces objectifs, principes et valeurs, il cherche à « construire une Algérie sûre, stable, développée, forte et innovante ».

## Dirigeants
- Amar Ghoul (2012-2019)
- Fatma Zohra Zerouati (depuis 2020)